# Västra militärområdet
Västra militärområdet (Milo V), ursprungligen III. militärområdet, var ett militärområde inom svenska Försvarsmakten som verkade åren 1942–1993. Förbandsledningen var förlagd i Skövde garnison i Skövde.

## Historik
Västra militärområdet grundades 1942 som III. militärområdet och ledes av en militärbefälhavare. År 1943 upplöstes armékårstaberna, och dess den territoriella och markoperativa uppgifter överfördes till militärbefälhavare. År 1966 gjorde en namnändring av militärområdet till Västra militärområdet. Samtidigt tillfördes de operativa uppgifterna från marinkommandochefer och jakteskaderchefer, vilket gjorde att militärbefälhavaren fick ansvar för den samlade operativa ledning för samtliga stridskrafter inom militärområdet, samt ansvarade även för den territoriella och den markoperativa uppgiften.
Inför regeringens proposition för budgetåret 1989/1990, föreslogs två alternativ till reducering av militärområdesstaber. I alternativ 4 SV skulle Östra militärområdet sammanslås med Bergslagens militärområde och bilda Mellersta militärområdet, samt att Södra militärområdet skulle sammanslås med Västra militärområdet och bilda Sydvästra militärområdet. Det andra alternativet, alternativ 5(R), innebar att Östra militärområdet sammanslogs med Bergslagens militärområde och bildade Mellersta militärområdet, men där militärbefälhavaren för Västra militärområdet gavs i uppgift att organisera en operativa rörlig ledningsresurs (R). Regeringen förordade alternativ 5(R), vilket innebar att Västra militärområdet kvarstod i sin form.
Inför försvarsbeslutet 1992 föreslog regeringen i sin propositionen för riksdagen att Sverige skulle indelas i tre militärområden. Minskningen av antalet militärområden åstadkoms genom att Södra militärområdet och Västra militärområdet, respektive Nedre Norrlands militärområde och Övre Norrlands militärområde sammanslogs. Samtidigt minskades antalet militärbefälhavare till tre. Där staberna för de tre militärområdena lokaliserades till Bodens garnison, Kristianstads garnison och Strängnäs garnison. Den nya organisationen inrättades den 1 juli 1993, vilken i praktiken innebar att Västra militärområdet upplöstes och uppgick i Södra militärområdet.

## Försvarsområden
Militärområdet var uppdelat i ett antal försvarsområden, vilka omfattade Göteborgs och Bohus län, Hallands län, Skaraborgs län och Älvsborgs län. I samband med OLLI-reformen, vilken pågick åren 1973–1975, uppgick försvarsområdesstaberna inom militärområdet i regel i ett brigadproducerande regemente och bildade ett försvarsområdesregemente. Undantaget inom Västra militärområdet var att staben för Göteborgs och Bohus försvarsområde (Fo 32) integrerades med Göteborgs kustartilleriförsvar (Gbk), istället för brigadproducerande Bohusläns regemente (I 17).
| Fo 31 - Fo 31 – Halmstads försvarsområde, 1942–1958 - Fo 31 – Hallands försvarsområde, 1958–2000 Fo 32 - Fo 32 – Göteborgs försvarsområde, 1942–1958 - Fo 32 – Göteborgs och Bohus försvarsområde, 1958–1981 - Fo 32 – Västra Götalands försvarsområde, 1981–2000 | Fo 33 - Fo 33 – Göteborgs skärgårds försvarsområde, 1942–1958 (Uppgick 1958 i Fo 32) Fo 34 - Fo 34 – Uddevalla försvarsområde, 1942–1958 - Fo 34 – Älvsborgs försvarsområde, 1958–1997 (Uppgick 1997 i Fo 32) Fo 35 - Fo 35 – Skövde försvarsområde, 1942–1974 - Fo 35 – Skaraborgs försvarsområde, 1974–1997 (Uppgick 1997 i Fo 32) |

## Ingående enheter
Från 1942 till den 30 juni 1993 ingick nedanstående förband, staber och skolor i Västra militärområde. Åren 1942–1966 var endast arméstridskrafterna underställda militärbefälhavaren, då de marina- och flygvapenförbanden var underställda marinkommandon samt flygeskadrar. År 1966 upplöstes marinkommandona samt flygeskadrarna och samtliga förband i västra Sverige underställdes militärbefälhavaren. Militärområdena omfattade då samtliga försvarsgrenar.

### Organisation 1945
- III. militärbefälsstaben, Skövde.[4]
- A 2 – Göta artilleriregemente, Göteborg.
- I 15 – Älvsborgs regemente, Borås.
- I 16 – Hallands regemente, Halmstad.
- I 17 – Bohusläns regemente, Uddevalla.
- Int 2 – Andra intendenturkompaniet, Karlsborg
- K 3 – Livregementets husarer, Skövde.
- Lv 1 – Karlsborgs luftvärnsregemente, Karlsborg
- Lv 6 – Göteborgs luftvärnskår, Göteborg.
- P 4 – Skaraborgs pansarregemente, Skövde.
- S 1 Sk – Signalkompaniet i Skövde, Skövde
- T 2 – Göta trängkår, Skövde.
- Tyg 2 – Andra tygkompaniet, Skövde.

### Organisation 1955
- III. militärbefälsstaben, Skövde.[5]
- A 2 – Göta artilleriregemente, Göteborg.
- I 15 – Älvsborgs regemente, Borås.
- I 16 – Hallands regemente, Halmstad.
- I 17 – Bohusläns regemente, Uddevalla.
- IB 15 – Västgötabrigaden, Borås.
- IB 16 – Hallandsbrigaden, Halmstad.
- IB 17 – Bohusbrigaden, Uddevalla.
- IB 46 – Västkustbrigaden, Halmstad.
- IB 47 – Göteborgsbrigaden, Uddevalla.
- K 3 – Livregementets husarer, Skövde.
- Lv 1 – Karlsborgs luftvärnsregemente, Karlsborg
- Lv 6 – Göteborgs luftvärnskår, Göteborg.
- P 4 – Skaraborgs pansarregemente, Skövde.
- PB 5 – Älvsborgsbrigaden, Borås.
- PB 9 – Skaraborgsbrigaden, Skövde.
- S 1 Sk – Signalkompaniet i Skövde, Skövde
- T 2 – Göta trängregemente, Skövde.

### Organisation 1964
- III. militärbefälsstaben, Skövde.[6]
- I 15 – Älvsborgs regemente, Borås.
- I 16 – Hallands regemente, Halmstad.
- I 17 – Bohusläns regemente, Uddevalla.
- IB 15 – Västgötabrigaden, Borås.
- IB 17 – Bohusbrigaden, Uddevalla.
- IB 46 – Hallandsbrigaden, Borås.
- IB 47 – Göteborgsbrigaden, Uddevalla.
- K 3 – Livregementets husarer, Skövde.
- P 4 – Skaraborgs regemente, Skövde.
- PB 5 – Älvsborgsbrigaden, Borås.
- PB 9 – Skaraborgsbrigaden, Skövde.
- Lv 6 – Göta luftvärnsregemente, Göteborg.
- S 2 – Göta signalregemente, Skövde
- T 2 – Göta trängregemente, Skövde.

### Organisation 1971
- Milo V – Västra militärområdesstaben, Skövde.
- E 1 – Första flygeskadern, Göteborg.
- F 6 – Västgöta flygflottilj, Karlsborg.
- F 7 – Skaraborgs flygflottilj, Såtenäs.
- F 14 – Hallands flygkår, Halmstad.
- Fo 31 – Hallands försvarsområde, Halmstad
- Fo 32 – Göteborgs och Bohus försvarsområde, Göteborg
- Fo 34 – Älvsborgs försvarsområde, Borås
- Fo 35 – Skövde försvarsområde, Skövde
- GbK – Göteborgs kustartilleriförsvar, Göteborg.
- I 15 – Älvsborgs regemente, Borås.
- I 16 – Hallands regemente, Halmstad.
- I 17 – Bohusläns regemente, Uddevalla.
- KA 4 – Älvsborgs kustartilleriregemente, Göteborg.
- K 3 – Livregementets husarer, Skövde.
- Lv 6 – Göta luftvärnsregemente, Göteborg.
- P 4 – Skaraborgs regemente, Skövde.
- S 2 – Göta signalregemente, Karlsborg
- T 2 – Göta trängregemente, Skövde.
- ÖrlB V – Västra Örlogsbasen, Göteborg.

### Organisation 1987
- Milo V – Västra militärområdesstaben, Skövde.
- E 1 – Första flygeskadern, Göteborg.
- F 6 – Västgöta flygflottilj, Karlsborg.
- F 7 – Skaraborgs flygflottilj, Såtenäs.
- F 14 – Flygvapnets Halmstadsskolor, Halmstad.
- I 15/Fo 34 – Älvsborgs regemente, Borås.
- I 16/Fo 31 – Hallands regemente, Halmstad.
- I 17 – Bohusläns regemente, Uddevalla.
- KA 4 – Älvsborgs kustartilleriregemente, Göteborg.
- K 3 – Livregementets husarer, Karlsborg.
- MKV/Fo 32 – Västkustens marinkommando, Göteborg
- Lv 6 – Göta luftvärnsregemente, Göteborg.
- P 4/Fo 35 – Skaraborgs regemente, Skövde.
- T 2 – Göta trängregemente, Skövde.

### Organisation 1993
- Milo V – Västra militärområdesstaben, Skövde.
- E 1 – Första flygeskadern, Göteborg.
- F 6 – Västgöta flygflottilj, Karlsborg.
- F 7 – Skaraborgs flygflottilj, Såtenäs.
- F 14 – Flygvapnets Halmstadsskolor, Halmstad.
- I 15/Fo 34 – Älvsborgs regemente, Borås.
- I 16/Fo 31 – Hallands regemente, Halmstad.
- KA 4 – Älvsborgs kustartilleriregemente, Göteborg.
- K 3 – Livregementets husarer, Karlsborg.
- MKV/Fo 32 – Västkustens marinkommando, Göteborg
- Lv 6 – Göta luftvärnsregemente, Göteborg.
- P 4/Fo 35 – Skaraborgs regemente, Skövde.
- T 2 – Göta trängregemente, Skövde.

## Förläggningar och övningsplatser
Inför att staben organiserades, förlades den 1942 till den fastighet på Skolgatan 10 i Skövde, som sedan 1885 huserat olika högre regionala staber. Från 1966 kom staben att lokaliseras till Drottninggatan 7-9 i Skövde, och kom fram till 1993 verka från de två fastigheterna.

## Förbandschefer

### Militärbefälhavare
- 1942–1949: Folke Högberg
- 1949–1950: Sven Ryman
- 1950–1951: Carl Årmann (tf)
- 1951–1955: Sven Colliander
- 1955–1957: Thord C:son Bonde
- 1957–1963: Richard Åkerman
- 1963–1966: Fale Burman
- 1966–1968: Oscar Krokstedt
- 1968–1972: Henrik Lange
- 1972–1978: Claës Skoglund (tjänstledig 1974–1977)
- 1974–1976: Lennart Ljung (tillförordnad)
- 1976–1980: Nils Personne
- 1980–1983: Kjell Nordström
- 1983–1985: Bengt Rasin
- 1985–1989: Jan Enquist
- 1989–1993: Bertel Österdahl

### Ställföreträdande militärbefälhavare
- 1942–1946: Helmer Bratt
- 1946–1950: Carl Årmann
- 1951–1955: Gustaf Källner
- 1955–1959: Carl Fredrik Lemmel
- 1959–1966: Carol Bennedich

### Milostabschefer
- 1941–1943: Per Gösta Fridolf Jörlin
- 1943–1946: Fritz-Ivar Virgin
- 1946–1949: Bo Klint
- 1949–1951: Sven Holmberg
- 1951–1955: Gustav Frisén
- 1955–1961: Liss Johan Tage Broms
- 1961–1965: Sture Fornwall
- 1966–1968: Claës Skoglund
- 1968–1969: Nils Sköld
- 1969–1973: Bengt Liljestrand
- 1973–1977: Bengt Rasin
- 1977–1979: Robert Lugn
- 1979–1980: Gustaf Welin
- 1980–1982: Jan Enquist
- 1982–1984: Torsten Engberg
- 1984–1988: Magnus Olson
- 1988–1990: Nils Rosenqvist
- 1990–1992: John Svante Kristenson
- 1993–1993: Vakant[7]

## Namn, beteckning och förläggningsort
| III. militärområdet   | 1942-10-01 | – | 1966-09-30 |
| Västra militärområdet | 1966-10-01 | – | 1993-06-30 |

| III. Milo | 1942-10-01 | – | 1966-09-30 |
| Milo V    | 1966-10-01 | – | 1993-06-30 |

| Skövde garnison (F) | 1942-10-01 | – | 1993-06-30 |

## Galleri

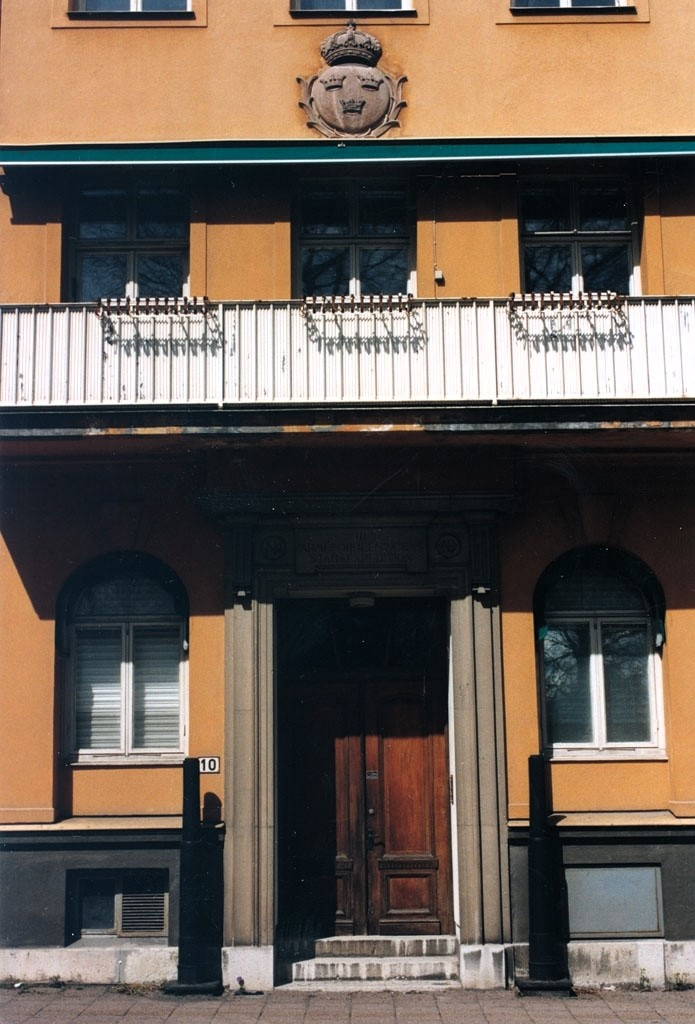
Stabsbyggnadens entré på Skolgatan 10
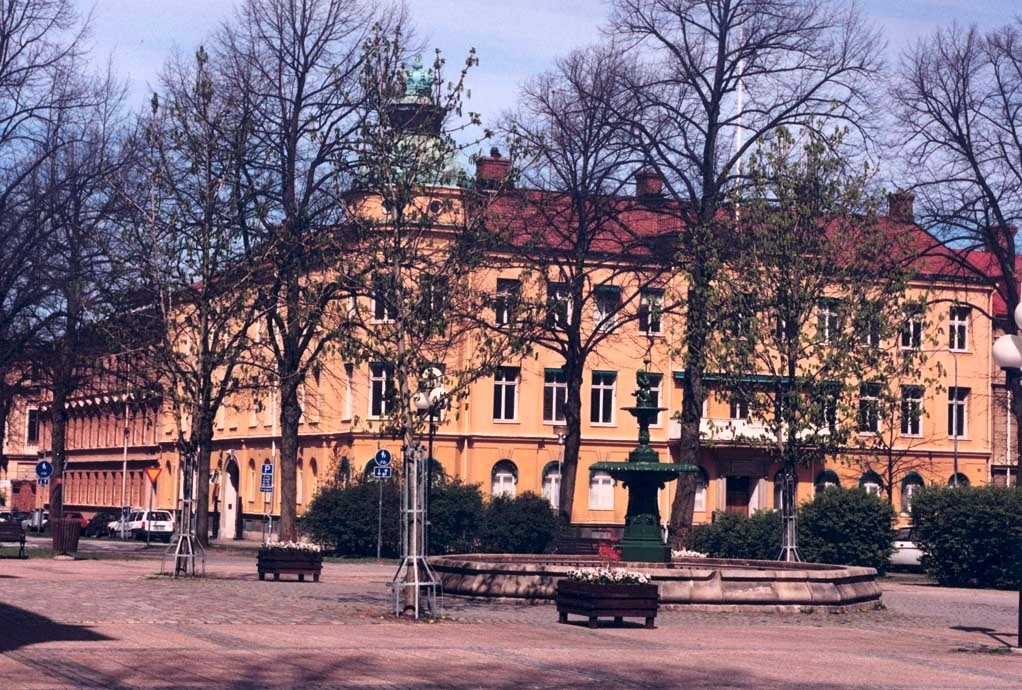
Stabsbyggnaden på Skolgatan 10
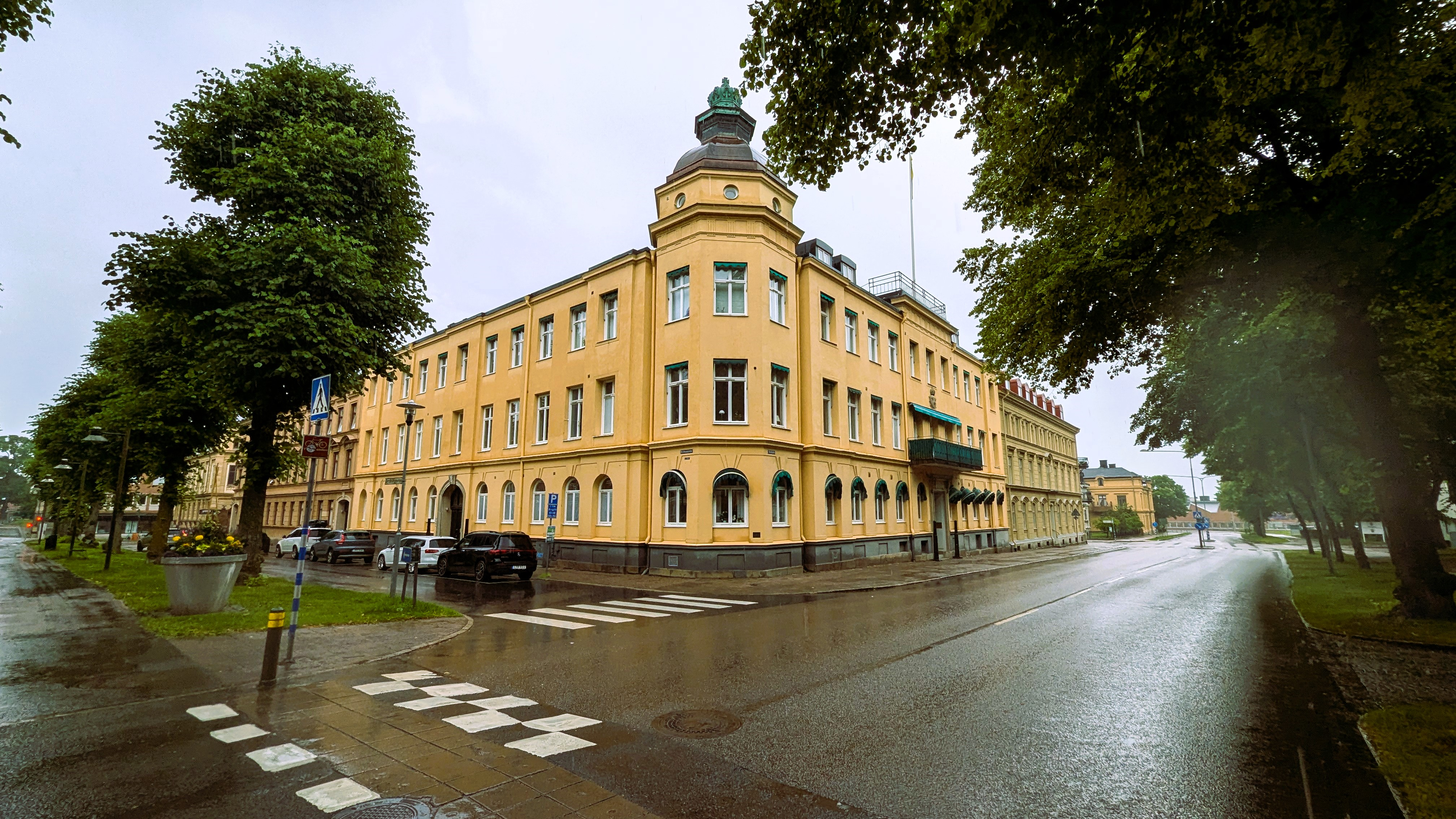
Stabsbyggnaden på Skolgatan 10
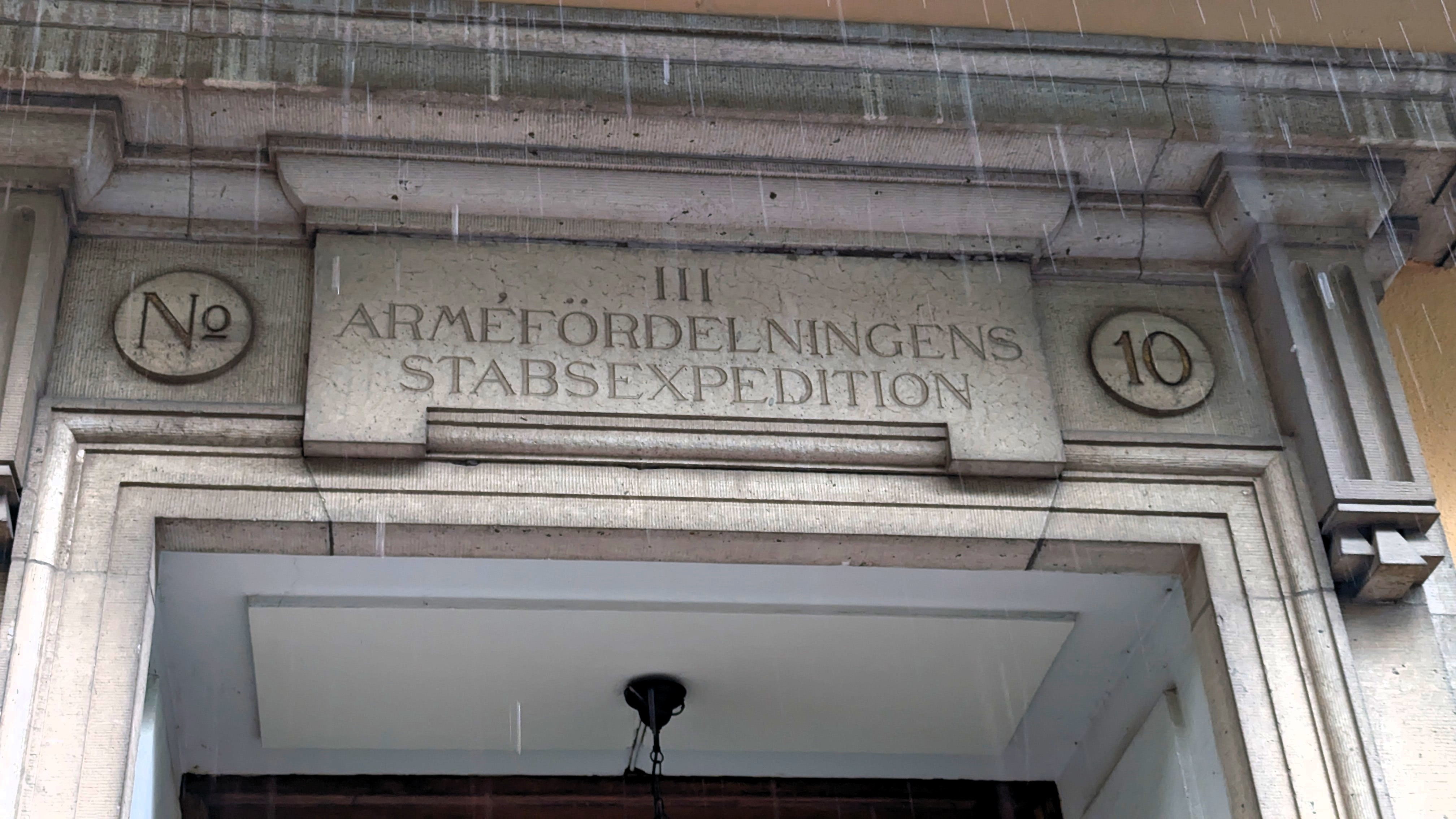
Entrén till stabsbyggnaden på Skolgatan 10
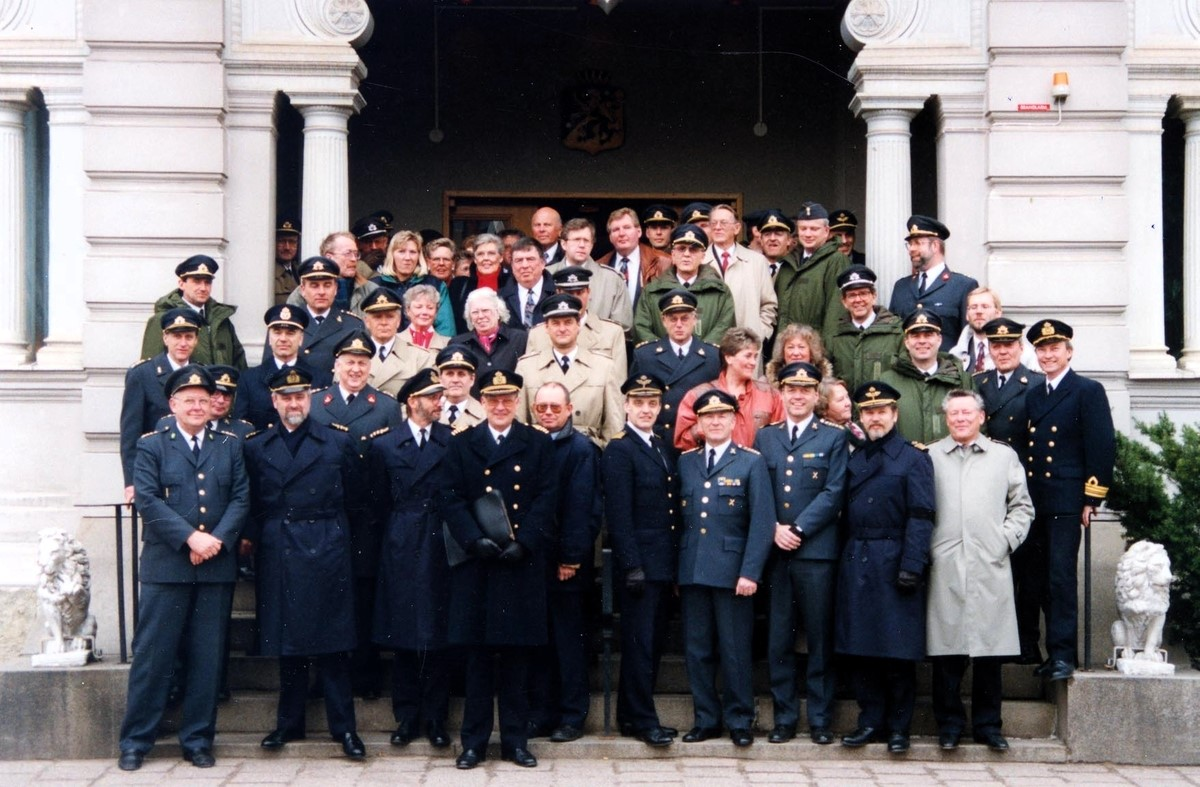
Västra militärområdesstabens avslutningslunch på Hotell Billingen i Skövde.
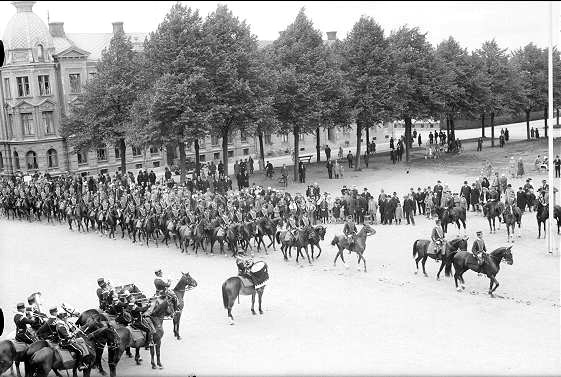
Parad på Gustaf V:s födelsedag 1928. Förbimarsch för platschefen överste Pontus Reuterswärd på skolplan framför Eric Ugglas skola. I bakgrunden militärsstabens byggnad i Skövde.